# Llac Lachuá
El llac Lachuá és un llac càrstic de Guatemala. Es troba al bell mig d'un parc nacional cobert de selva tropical, al nord-oest de la ciutat de Cobán, prop de la frontera entre els departaments d'Alta Verapaz i el Quiché. El llac és de forma gairebé circular i probablement és un cenote o dolina. L'aigua del llac fa una olor lleugerament sulfurosa, que pot explicar l'origen del seu nom: «Lachuá» deriva de les paraules q'eqchi la chu há que significa «l'aigua fètida». L'aigua conté un grau relativament alt de calcita i les branques dels arbres caigudes al llac es cobreixen ràpidament amb una capa de calcita blanca.
El riu Peyán constitueix la principal entrada d'aigua al llac i el riu Lachuá la seva principal sortida.

## Fauna
El parc nacional i la zona d'amortiment adjacent, coneguda com a Ecoregió Lachuá, són coneguts per la seva gran biodiversitat. Amb 120 espècies de mamífers (50% de les espècies de mamífers que es troben a Guatemala), 30-40 espècies de rèptils, 177 espècies d'ocells (40% de les espècies d'ocells a Guatemala ) i 36 espècies de peixos és un santuari per a una població de fauna variada: peixos com el tarpó (Megalops atlanticus), una àmplia varietat d'espècies de cíclids endèmics, rèptils com el cocodril de Morelet (Crocodylus moreletii) i serps (Tretanorhinus nigroluteus), mamífers, com el jaguar (Panthera onca), el puma (Puma concolor), el tapir de Baird (Tapirus bairdii), el pècari barbablanc (Tayassu pecari), el paca de plana (Agouti paca), el mazama mexicà (Mazama americana) i el ratpenat de ventoses de Spix (Thyroptera tricolor) i diverses espècies d'aluata de Guatemala (Alouatta pigra).
Els ocells aquàtics que es troben al parc inclouen el tàntal americà (Mycteria americana), el xarxet alablau (Anas discors), l'ànec arbori becvermell (Dendrocygna autumnalis), l'ànec mut (Cairina moschata), el cabusset becgròs (Podilymbus podiceps , el martinet tigrat gorjagroc (Tigrisoma mexicanum), el martinet blanc americà (Egretta thula), el martinet blavós (Egretta caerulea), el martinet tricolor (Egretta tricolor), el martinet verd (Butorides virescens), l'heliornis americà (Heliornis fulica), el carrau (Aramus guarauna) i camallargues (Himantopus mexicanus).